# The Hunt for Gollum
The Hunt for Gollum (Lov na Gluma) je britský fantastický film z roku 2009, natočený na základě fantasy románu Pán prstenů od J. R. R. Tolkiena a navazujících příběhů z let 1954–1955. Film režíroval Chris Bouchard, produkce byla neoficiální a neautorizovaná od Tolkien Estate, Tolkien Enterprises a New Line Cinema. 
The Hunt for Gollum měl premiéru 3. května 2009 na filmovém festivalu Sci-Fi-London a zdarma ke zhlédnutí na internetu. Do 20. října 2009 jej vidělo 5 milionů lidí, do roku 2020 byl zhlédnut více než 15milionkrát.
Film se odehrává ve Středozemi, kdy se čaroděj Gandalf obává, že by Glum mohl Sauronovi prozradit informace o Jednom prstenu, a proto Gandalf posílá Aragorna na výpravu za Glumem.
Natáčení probíhalo v Severním Walesu a u Londýna – v historickém lese Epping Forest a vřesovišti Hampstead Heath.